# Thabo Khoboli
Thabo Khoboli (ur. 8 sierpnia 1978) – sotyjski piłkarz występujący na pozycji bramkarza.

## Kariera klubowa
Swoją karierę rozpoczynał w pierwszoligowym klubie z Republiki Południowej Afryki, Ria Stars FC. Następnie przeszedł do drugiej ligi, a jego nową drużyną został Rainbow Stars FC. Grał tam przez dwa sezony, po których wrócił do swojej rodzimej ligi, by reprezentować barwy LCS Maseru, gdzie również rozegrał dwa sezony. W latach 2005–2013 występował w Lioli FC.

## Kariera reprezentacyjna
W latach 1998–2006 Khoboli grał w reprezentacji Lesotho. Ma za sobą udział w COSAFA Cup 1999, COSAFA Cup 2004 i COSAFA Cup 2006. Rozegrał w kadrze narodowej 13 meczów.